# Myrmecia
|  | No s'ha de confondre amb Myrmica o Myrmecina. |

Myrmecia és un gènere de formigues, l'únic de la tribu Myrmeciini, pertanyent a la subfamília Myrmeciinae, conegudes vulgarment com a formigues bulldog o formigues gegantes australianes. Es caracteritza per la seva agressivitat, gran mida i costums solitaris.
És un dels llinatges més antics de les formigues, apareixent fa més de 100 milions d'anys, durant un període de proliferació de noves espècies de formigues que va ser acompanyat a les explosió de plantes amb flors. Així i tot, les formigues bulldog exemplifiquen l'anatomia i el comportament que, segons els experts, va deure tenir l'avantpassada ancestral de totes les formigues: cos gran amb potes llargues, ulls grans, visió aguda, agulló verinós i hàbits relativament solitaris.

## Dieta
La seva dieta es basa en petits insectes, llavors, fongs i fruites per a les larves, que són carnívores, mentre que les adultes mengen rosada de mel i nèctar, ja que no poden menjar aliments sòlids. Les obreres poden a més regurgitar el menjar en el niu perquè així puguin consumir-ho les altres formigues.

## Formiguers
Solen fer grans i obvis formiguers decorats amb pedres i plantes, que consisteixen en diverses galeries cadascuna amb el seu propi forat d'entrada, connectades mitjançant passatges. Les seves colònies varien des d'uns pocs centenars d'exemplars fins a diversos milers.

## Taxonomia
El gènere Myrmecia conté 93 espècies:
- Myrmecia aberrans Forel, 1900
- Myrmecia acuta Ogata & Taylor, 1991
- Myrmecia analis Mayr, 1862
- Myrmecia apicalis Emery, 1883
- Myrmecia arnoldi Clark, 1951
- Myrmecia athertonensis Forel, 1915
- Myrmecia auriventris Mayr, 1870
- Myrmecia borealis Ogata & Taylor, 1991
- Myrmecia brevinoda Forel, 1910
- Myrmecia browningi Ogata & Taylor, 1991
- Myrmecia callima (Clark, 1943)
- Myrmecia cephalotes (Clark, 1943)
- Myrmecia chasei Forel, 1894
- Myrmecia chrysogaster (Clark, 1943)
- Myrmecia clarki Crawley, 1922
- Myrmecia comata Clark, 1951
- Myrmecia croslandi Taylor, 1991
- Myrmecia cydista (Clark, 1943)
- Myrmecia desertorum Wheeler, 1915
- Myrmecia dichospila Clark, 1938
- Myrmecia dimidiata Clark, 1951
- Myrmecia dispar (Clark, 1951)
- Myrmecia elegans (Clark, 1943)
- Myrmecia erecta Ogata & Taylor, 1991
- Myrmecia esuriens Fabricius, 1804
- Myrmecia eungellensis Ogata & Taylor, 1991
- Myrmecia exigua (Clark, 1943)
- Myrmecia fabricii Ogata & Taylor, 1991
- Myrmecia ferruginea Mayr, 1876
- Myrmecia flammicollis Brown, 1953
- Myrmecia flavicoma Roger, 1861
- Myrmecia forceps Roger, 1861
- Myrmecia forficata (Fabricius, 1787)
- Myrmecia formosa Wheeler, 1933
- Myrmecia froggatti Forel, 1910
- Myrmecia fucosa Clark, 1934
- Myrmecia fulgida Clark, 1951
- Myrmecia fulviculis Forel, 1913
- Myrmecia fulvipes Roger, 1861
- Myrmecia fuscipes Clark, 1951
- Myrmecia gilberti Forel, 1910
- Myrmecia gratiosa Clark, 1951
- Myrmecia gulosa (Fabricius, 1775)
- Myrmecia harderi Forel, 1910
- Myrmecia hilli (Clark, 1943)
- Myrmecia hirsuta Clark, 1951
- Myrmecia infima Forel, 1900
- Myrmecia inquilina Douglas & Brown, 1959
- Myrmecia loweryi Ogata & Taylor, 1991
- Myrmecia ludlowi Crawley, 1922
- Myrmecia luteiforceps Wheeler, 1933
- Myrmecia mandibularis Smith, 1858
- Myrmecia maura Wheeler, 1933
- Myrmecia maxima Moore, 1842
- Myrmecia michaelseni Forel, 1907
- Myrmecia midas Clark, 1951
- Myrmecia minuscula Forel, 1915
- Myrmecia mjobergi Forel, 1915
- Myrmecia nigra Forel, 1907
- Myrmecia nigriceps Mayr, 1862
- Myrmecia nigriscapa Roger, 1861
- Myrmecia nigrocincta Smith, 1858
- Myrmecia nobilis (Clark, 1943)
- Myrmecia occidentalis (Clark, 1943)
- Myrmecia pavida Clark, 1951
- Myrmecia petiolata Emery, 1895
- Myrmecia picta Smith, 1858
- Myrmecia picticeps Clark, 1951
- Myrmecia piliventris Smith, 1858
- Myrmecia pilosula Smith, 1858
- Myrmecia potteri (Clark, 1951)
- Myrmecia pulchra Clark, 1929
- Myrmecia pyriformis Smith, 1858
- Myrmecia queenslandica Forel, 1915
- Myrmecia regularis Crawley, 1925
- Myrmecia rowlandi Forel, 1910
- Myrmecia rubicunda (Clark, 1943)
- Myrmecia rubripes Clark, 1951
- Myrmecia rufinodis Smith, 1858
- Myrmecia rugosa Wheeler, 1933
- Myrmecia simillima Smith, 1858
- Myrmecia subfasciata Viehmeyer, 1924
- Myrmecia swalei Crawley, 1922
- Myrmecia tarsata Smith, 1858
- Myrmecia tepperi Emery, 1898
- Myrmecia testaceipes (Clark, 1943)
- Myrmecia tridentata Ogata & Taylor, 1991
- Myrmecia urens Lowne, 1865
- Myrmecia varians Mayr, 1876
- Myrmecia vindex Smith, 1858